# Chiesa di San Biagio (Lestizza)
La chiesa di San Biagio è la parrocchiale di Lestizza, in provincia e arcidiocesi di Udine; fa parte della forania del Friuli Centrale.

## Storia
Il nucleo originario della chiesa di San Biagio sorgeva all'interno dell'antica centa, protetta da una torre di guardia, poi trasformata in campanile.

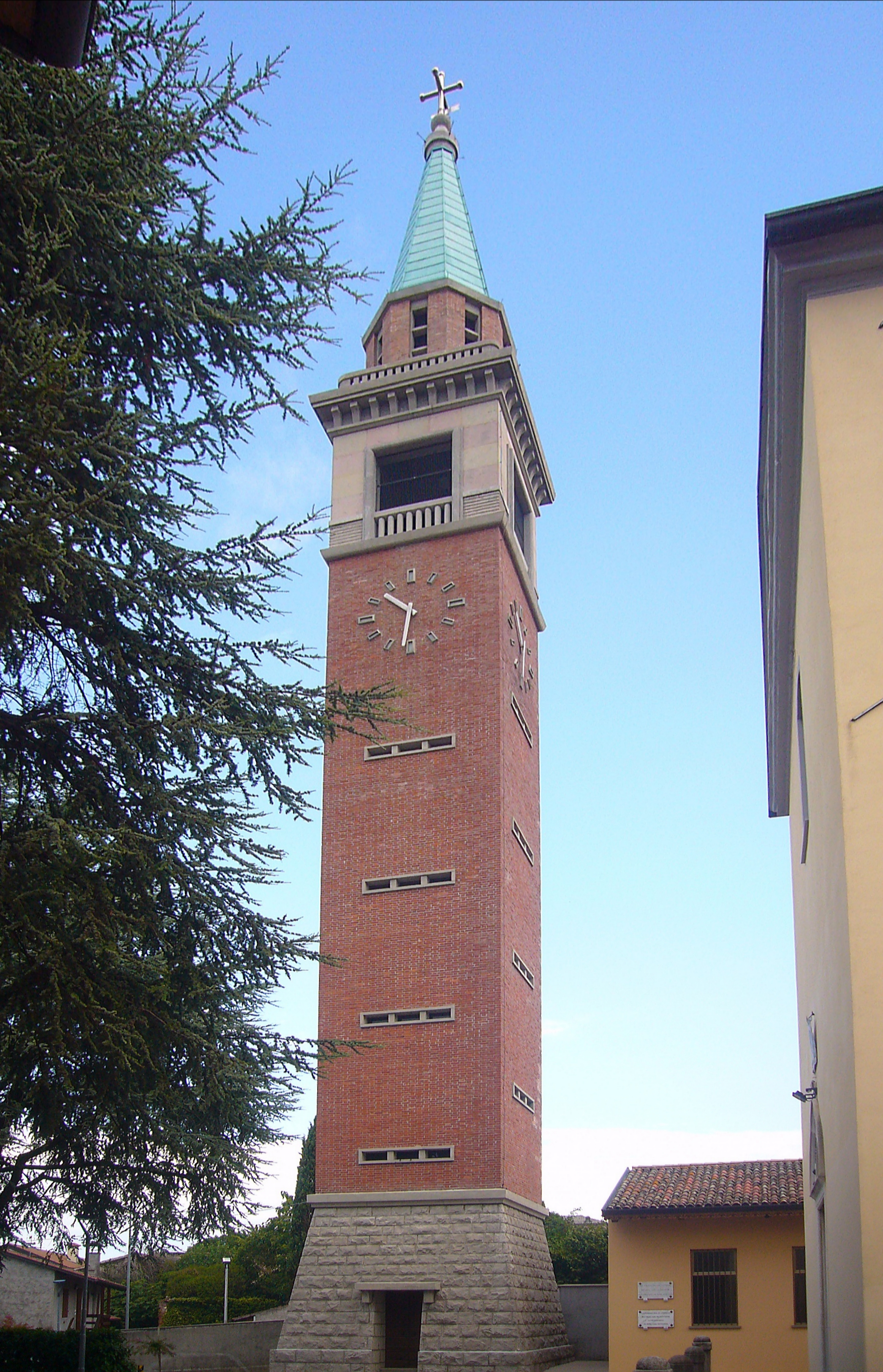
Il campanile

La prima pietra della nuova parrocchiale neoclassica venne posta nel 1732; l'edificio fu portato a termine nel 1752 e consacrato il 21 settembre 1774 dall'arcivescovo di Udine Giovanni Girolamo Gradenigo.
Nel 1948 venne demolita l'antica torre, giudicata pericolante, per far porto al nuovo campanile, progettato dall'architetto Giovanni Santi e costruito sfruttando la sabbia del torrente Cormor e materiali abbandonati in paese dall'organizzazione Todt; la cerimonia di inaugurazione si tenne nel 1951.
Tra il 1967 e il 1968 vennero costruiti i due volumi accanto al presbiterio e nel 1980, in ossequio alle norme postconciliari, la chiesa fu dotata dell'ambone e dell'altare rivolto verso l'assemblea.
La torre campanaria venne interessata tra il 2019 e il 2021 da un intervento di ristrutturazione e risistemazione.

## Descrizione

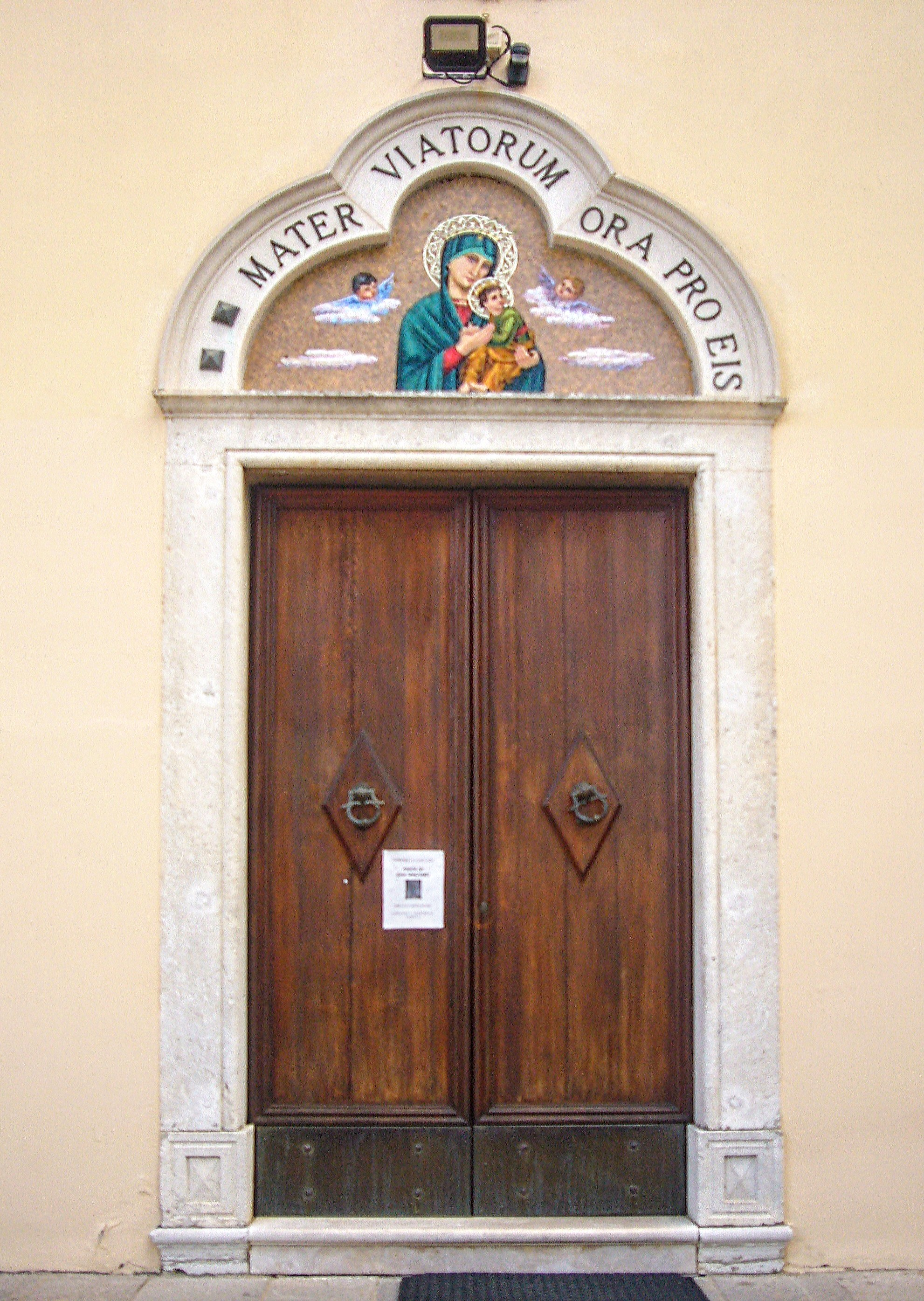
Il portale d'ingresso

### Esterno
La simmetrica e semplice facciata a capanna della chiesa, rivolta a sudovest, presenta centralmente il portale d'ingresso, raggiungibile percorrendo una scalinata di tre gradini e sormontato dal timpanetto trilobato con un mosaico della Madonna col Bambino e con la scritta "Mater viatorum ora pro eis"; sopra vi è una finestra, mentre a coronamento del prospetto vi è il frontone triangolare entro il quale s'apre un oculo.
Ad alcuni metri dalla parrocchiale si erge su un basamento a scarpa in pietra la torre campanaria a pianta quadrata; la cella presenta su ogni lato una monofora ed è coronata dalla guglia piramidale poggiante sul tamburo ottagonale.

### Interno
L'interno dell'edificio, suddiviso in cinque campate, si compone di un'unica navata, sulla quale si affacciano le cappellette laterali introdotte da archi a tutto sesto e le cui pareti sono scandite da paraste sorreggenti la trabeazione modanata e aggettante sopra la quale si imposta la volta a botte, abbellita da un dipinto e caratterizzata dalle lunette entro cui s'aprono delle finestrelle; al termine dell'aula si sviluppa il presbiterio, rialzato di tre gradini e chiuso dall'abside a tre lati. 
Qui sono conservate diverse opere di pregio, tra le quali alcuni altari costruiti da Giovanni e Giuseppe Mattiussi e la tela raffigurante la Madonna con Bambino e Santi e le Anime Purganti.